# Rolls-Royce Holdings

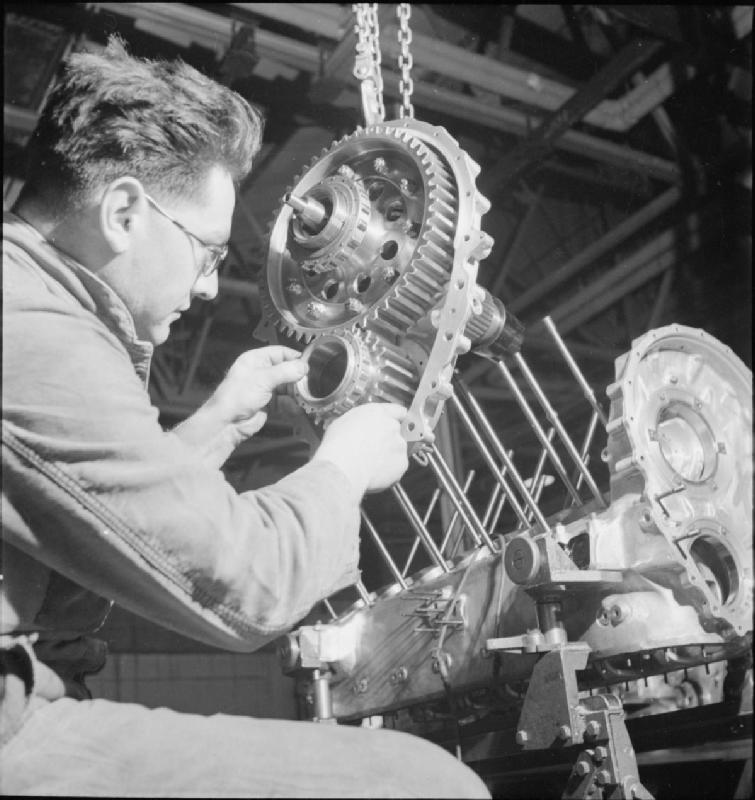
Výroba motoru Rolls-Royce Merlin v roce 1942

Rolls-Royce Holdings plc je britská nadnárodní veřejná holdingová společnost, která prostřednictvím svých různých dceřiných společností navrhuje, vyrábí a distribuuje pohonné systémy pro letecký průmysl a jiná odvětví. Rolls-Royce Holdings sídlí ve Westminsteru v Londýně. Jde o druhého největšího výrobce leteckých motorů na světě a také ve velkém podniká v oblasti pohonů pro lodě a energetiku. V letech 2011 2012 (měřeno podle výnosů) byl Rolls-Royce 16. největším vojenským dodavatelem. V lednu 2014 měla firma ohlášené objednávky za 71,6 miliard liber.